# Banished (videojoc)
Banished és un videojoc de construcció de ciutats desenvolupat per Shining Rock Software, el llançament del qual es va fer, per Windows, el 18 de febrer de 2014. El joc se centra en la gestió acurada dels recursos i la supervivència d'una societat aïllada en creixement. La seva jugabilitat es pot comparar amb la teoria econòmica sobre sostenibilitat i optimització. Banished va rebre crítiques mixtes després de la seva publicació: se'n van elogiar els gràfics i la dificultat en les primeres fases del joc, però se'n van criticar la manca de retroalimentació per a les accions del jugador i la menor importància de la supervivència a mesura que la ciutat creix.

## Jugabilitat
Banished gira al voltant del jugador, que guia els ciutadans d’una comunitat remota d’exiliats per fer créixer i mantenir un vilatge a partir d'una economia planificada. El joc se centra en la ciutat en el seu conjunt, on els ciutadans actuen com recursos que han de ser gestionats. El jugador ha d’assignar els ciutadans a diverses feines, com ara construir o pescar. Aquests duen a terme les seves tasques sense necessitat d’instruccions específiques.
Els ciutadans tenen necessitats que s’han de satisfer perquè romanguin feliços i sans, com ara menjar i habitatge. La població pot créixer tant amb el naixement de nens com amb l'arribada de nòmades, que són grups errants que desitgen unir-se a la ciutat del jugador. Amb el temps, els ciutadans envelleixen i moren.
El jugador ha d’ordenar la construcció de diverses estructures, com ara cases, ferreries, hospitals, granges i escoles, tot garantint que es produeixen prou recursos per satisfer les necessitats de la població. És essencial equilibrar l’ús dels recursos amb el creixement de la ciutat.
Els ciutadans són el principal recurs del jugador. Mantenir-los sans, contents i ben alimentats és clau per garantir la prosperitat de la ciutat. Els perills del joc inclouen condicions climàtiques adverses, incendis, depressió, fam i l’envelliment de la població.

## Desenvolupament i llançament
El desenvolupament de Banished va començar a l'agost de 2011 per Luke Hodorowicz sota el nom de Shining Rock Software, una empresa individual. En una entrevista, el setembre de 2013, Hodorowicz va dir que la sèrie de videojocs Anno havia sigut una gran inspiració pel desenvolupament de Banished i que va influir en la seva decisió de no incloure combat en el llançament inicial.
El desembre de 2013, PC Gamer va entrevistar Hodorowicz, que va comentar que esperava publicar el joc el gener de 2014. Hodorowicz va declarar que hi havia dedicat més de 5500 hores i que esperava fer-lo compatible amb Linux i OS X. El 9 de gener de 2014 es va anunciar que el joc es faria disponible per Windows el 18 de febrer de 2014. La compatibilitat amb mods es va anunciar el juliol de 2014 i es va introduir el novembre del mateix any.

## Recepció
Segons el lloc de recopilació de ressenyes Metacritic, que assigna una puntuació mitjana ponderada sobre 100 basada en les crítiques dels experts, Banished va rebre ressenyes "mixtes o mitjanes" en el moment del seu llançament, amb una puntuació de 73 basada en 32 ressenyes.
Charlie Hall, de Polygon, va puntuar el joc amb un 7,5 sobre 10, assenyalant que Banished se sentia més com una "simulació de supervivència" que no pas com un joc de construcció de ciutats. Hall també va elogiar els gràfics i les animacions del joc, però va destacar que tenia dificultats per oferir als jugadors un bon retorn sobre les conseqüències de les seves accions.
Paul Dean, d'Eurogamer, li va donar una puntuació de 6/10, descrivint-lo com un "sandbox de supervivència. És dur", coincidint amb Hall en el fet que era difícil obtenir informació. Dean també va criticar que haver de construir estructures en un patró rígid de quadrícula feia que el joc se sentís genèric i formulari.
Andy Chalk, de PC Gamer, va donar al joc una puntuació de 70 sobre 100, afirmant que era "un canvi de ritme agradable per als jocs de construcció de ciutats", però va notar que, a mesura que la població creixia, la supervivència deixava de ser el focus principal i la gestió de la ciutat prenia el protagonisme.
Daniel Starkey, de GameSpot, va puntuar el joc amb un 8/10, destacant com les diferents mecàniques de cada estructura s'entrellacen i tenen rellevància, i elogiant-ne la dificultat. Tot i així, Starkey va assenyalar que el joc patia per la manca d'una sensació clara de progressió.
Daniel Tack, de Game Informer, també va donar al joc un 8/10, comparant-lo amb Dwarf Fortress i Towns, però més accessible i amb millors gràfics.
Rowan Kaiser, d'IGN, li va atorgar una puntuació de 8,3/10, assenyalant que Banished perdia força quan la dificultat del joc era menor. Igual que Game Informer, va fer la comparació amb Dwarf Fortress i va elogiar el fet que el joc generava dificultat mitjançant l'absència d'un recurs monetari, en lloc d'utilitzar els diners com a principal factor de dificultat.
Greg Tito, de The Escapist, va donar al joc 3,5 estrelles sobre 5, destacant els aspectes de simulació i la interfície, però assenyalant que no trigava gaire a mostrar tot el que tenia per oferir. Tito va considerar que la dificultat del joc disminuïa a mesura que la ciutat creixia i que mancava un objectiu final clar per mantenir els jugadors interessats més enllà d’aconseguir assoliments.
L'any 2020, Rock, Paper, Shotgun va incloure Banished en la seva llista dels deu millors jocs de gestió per a PC.

## Seqüela
El 19 de setembre de 2018, el dissenyador Luke Hodorowicz va anunciar que estava desenvolupant un successor del joc.